# Palomar, Mexiko
Palomar är en ort i Mexiko.   Den ligger i kommunen Tlajomulco de Zúñiga och delstaten Jalisco, i den centrala delen av landet, 500 km väster om huvudstaden Mexico City. Palomar ligger 1 803 meter över havet och antalet invånare är 4 837.
Terrängen runt Palomar är kuperad åt nordväst, men åt sydost är den platt. Runt Palomar är det mycket tätbefolkat, med 4 343 invånare per kvadratkilometer. Närmaste större samhälle är Guadalajara, 10,9 km nordost om Palomar. Trakten runt Palomar består till största delen av jordbruksmark.